# Fritz Brock
Fritz Pär Hansson Brock, född 18 januari 1877 i Landskrona, död 12 december 1956, var en svensk nationalekonom.
Brock blev juris doktor i Uppsala 1909 och docent i nationalekonomi där samma år och i Lund 1910. Han blev professor i nationalekonomi och finansrätt i Uppsala 1921-42. Brock har biträtt sakkunniga vid ett flertal offentliga utredningar. I sin doktorsavhandling Om den ekonomiska fördelningen och kriserna (1909) har han lämnat värdefulla bidrag till konjunkturforskningens teori.
Bland Brock övriga skrifter märks Om tullarna samt om den lämpligaste metoden för vår sockerbeskattning (1917), Den nationalekonomiska betydelsen av allmänt rusdrycksförbud (1916), De olika löneteoriernas förhållande till varandra (1918) och Våra tullar och vårt näringsliv (1925).